# Токарев, Жорж Владимирович
Жорж Владимирович Токарев (12 марта 1924, Екатеринбург, РСФСР, СССР — 12 декабря 2024, Екатеринбург, Россия) — почётный гражданин Екатеринбурга, преподаватель (кандидат наук, доцент), писатель. 
С 1942 по 1947 год проходил военную службу в Кремлёвском полку, охранявшем высших должностных лиц СССР, в том числе Иосифа Сталина. C 2014 по 2024 год был последним ныне живущим охранником Сталина. Автор нескольких книг.

## Биография
Жорж Токарев родился 12 марта 1924 года в Свердловске в семье железнодорожника. Жорж был младшим братом в семье (старший — Владимир, средний — Василий).
В детстве он жил с родителями в посёлке станции Шарташ Пермской железной дороги.
В 1932 году отца Жоржа назначили начальником мастерских службы пути, и семья перехала дом рядом с мастерскими (в Свердловске).
В 1942 году Ж. В. Токарев был призван в Советскую Армию, до 1947 года служил в полку специального назначения управления коменданта Московского Кремля (Кремлёвский полк), был командиром пулемётного отделения. Он был в охране ялтинской конференции. В 1945 году Токарев участвовал в Параде победы. В марте 1946 года Токареву было присвоено звание «старшина» В 1946 году он был в составе подразделения, охранявшего резиденцию И. В. Сталина в Сочи.
В 1947 году он был переведён в 13-й мотострелковый полк войск НКВД СССР в Ленинград, где служил старшиной роты.
Жорж Токарев демобилизовался в 1950 году, вернулся в Свердловск и поступил в Уральский политехнический институт на Металлургический факультет.
После окончания УПИ Токарев работал в нём преподавателем. За время работы занимался научной работой, защитил кандидатскую диссертацию в 1965 году и получил научное звание «доцент», получил 30 авторских свидетельств на изобретения, опубликовал более 100 научных работ. Областью его научных интересов была разработка оборудования литейного производства и приготовления авиационных сплавов.
В 1996 году Ж. В. Токарев вышел на пенсию в возрасте 72 лет.
На пенсии Жорж Токарев работал председателем Совета ветеранов войны Железнодорожного района Екатеринбурга, позже — членом правления районного клуба «Ветеран» в Железнодорожном районе, написал несколько книг мемуаров.
В 2014 году (в возрасте 90 лет) Ж. В. Токарев остался единственным ныне живущим из людей, служивших в подразделении охраны И. В. Сталина, в связи с чем его стали называть «последним охранником Сталина».
В августе 2024 года Городская дума Екатеринбурга присвоила Ж. В. Токареву звание «Почётный гражданин Екатеринбурга».
Осенью 2024 года Ж. Токарев получил перелом шейки бедра и был госпитализирован.
Скончался 12 декабря 2024 года умер. Похоронен на Восточном кладбище Екатеринбурга вместе с женой Маргаритой Васильевной и дочерью Еленой.

## Награды
- Орден Отечественной войны II степени[7].
- Почетный знак «За заслуги перед городом Екатеринбургом»[7].
- Звание «Почётный гражданин Екатеринбурга»[7][2].

## Семья
Отец — Владимир Михайлович Токарев (род. 1894) — работник железной дороги.
Мать — Мария Григорьевна — домохозяйка.
Старший брат — Владимир Токарев — с 1936 до 1946 года служил на Тихоокеанском флоте на Дальнем Востоке.
Средний брат — Василий Токарев — служил на флоте сначала в Ленинграде, потом на Каспийском море, затем на Северном флоте в звании мичмана. Погиб 22 июня 1942 года в городе Полярном во время бомбёжки.
Жорж Токарев был женат.

## След в культуре
В 2020 году под эгидой Межрегиональной общественной организации «Объединение ветеранов Кремлевского-Президентского полка» снят документальный фильм «Один в поле воин» о Ж. В. Токареве.
Жорж Владимирович Токарев — один из героев проекта Андрея Кончаловского «История от первого лица».